# Dżihadyzm

Flaga dżihadu, używana przez ruchy dżihadystyczne

Dżihadyzm – inspirowana religijnie ideologia, która głosi, że użycie wszelkich dostępnych środków w celu opanowania całego świata przez islam jest obowiązkiem moralnym każdego muzułmanina. Jest to ruch społeczny, w swoich założeniach utopijny, antyzachodni, oparty na użyciu przemocy w celu promocji lub obrony bardzo wąskiej wizji sunnickiego islamu – salafizmu. Dżihadyzm to pojęcie, które – podobnie jak terroryzm – dostarcza dylematów definicyjnych. Często jest definiowane zbyt szeroko, co niejednokrotnie doprowadza do inkluzji wielu struktur do jednego zbioru określanego ruchem dżihadystycznym.
Dżihadyzm można podzielić na: irredentystyczny, rewolucyjny, klasyczny oraz globalny. Pierwsza forma dżihadyzmu za cel stawia sobie wyzwolenie ziem zamieszkiwanych przez daną grupę oraz atakowanie konkretnego wroga. Rewolucyjna odmiana dżihadyzmu dąży natomiast do obalenia władz danego państwa. Dżihadyzm klasyczny cechuje odwoływaniem się do obrony ludności muzułmańskiej przed zewnętrznym wrogiem, a dżihadyzm globalny charakteryzuje się działaniami na nieograniczoną terytorialnie skalę.
Pojęcie dżihadyzmu weszło do powszechnego użytku pod koniec lat 90. XX wieku. W zasadzie jest to neologizm przyjęty przez środowisko naukowe. Wywodzi się z pojęcia dżihad, które w pierwszych latach kształtowania się islamu rozumiano głównie jako działalność na rzecz islamu i nakłanianie do zmiany wiary (prozelityzmu).
Jedną z wspólnych cech organizacji dżihadystycznych jest dążenie do utworzenia własnych struktur „państwowych” tj. islamskiego emiratu, państwa islamskiego lub kalifatu, opartego na prawie szariatu. Jest to działanie mające na celu ukazanie własnej siły i zdominowanie przeciwników oraz dalszą ekspansję. Struktury utworzone przez dżihadystów można określić mianem quasi-państwa, „państwa dżihadystycznego”. Dążąc do ustanowienia globalnego podmiotu – „państwa dżihadystycznego”, opartego na szariacie, zwolennicy ideologii dżihadyzmu nie uznają międzynarodowego porządku, granic państwowych i narodowości.